# Rodney Mullen
Rodney Mullen (Gainesville, Florida 17 d'agost de 1966) és un skateboarder o monopatinador professional. Actualment ja retirat és considerat un dels més influents en la història de l'esport. Ha inventat un destacable nombre de trucs d'skate durant la seva carrera.

## Història
Mullen va començar a patinar amb taules prestades quan tenia 8 anys i amb 10 anys ja tenia el seu primer monopatí. El seu pare s'oposava al desig del seu fill per practicar l'esport, tanmateix, finalment va acceptar donar a Rodney un monopatí amb la condició que sempre el portés caminant, i entenent que si es feia mal ho hauria de deixar. L'1 de gener de 1977 Mullen ja tenia el seu primer monopatí, un Bonzai negre.
El seu primer patrocinador va ser la Inland Surf Shop on solia patinar al seu aparcament. Després de guanyar el primer lloc a la competició al parc de Kona (Jacksonville, Florida) el 1979, va ser patrocinat per Walker Skateboards. El 1980 amb només 13 anys es convertia en patinador professional després de guanyar el primer lloc a la competició de freestyle, i començava a patinar per l'equip llegendari de Powell Peralta Bones Brigade. El 1988 Mullen apareixia en el llargmetratge Gleaming the Cube, al costat de companys d'equip de Bones Brigade, amics i l'estrella de cinema Christian Slater.
Rodney Mullen només ha perdut una competició de freestyle en tota la seva vida, en què va quedar segon. El 2003 publica la seva autobiografia, "The Mutt: How to skateboard & not kill yourself". L'habilitat de Mullen per innovar ha fet que es guanyi els sobrenoms com el "padrí del patinatge freestyle" (Godfather of freestyle skating) i "Mutt" entre els admiradors d'aquest esport.

## Trucs
Rodney Mullen ha inventat, entre d'altres, els següents trucs de monopatinatge durant la seva carrera:
- Flatground Ollie
- Godzilla Rail Flip
- 540 Shove-it
- 50-50 Saran Wrap
- Helipops (360 Nollie)
- Gazelles
- No Handed 50-50 Kickflip
- Heelflip
- Double heelflips
- Ollie Impossible
- Sidewinders
- 360 Flip
- 360 pressure Flip
- Casper 360 Flip
- 50-50 Sidewinders
- One footed Ollie
- Backside 180 Flip
- Ollie Nosebones
- Ollie Fingerflip
- Airwalks
- Frontside Heelflip Shove-its
- Switchstance 360 Flips
- Helipop Heelflips
- Kickflip Underflip
- Casper Slides
- Half Flip Darkslide
- 540 double kickflip
- Caballerial impossible
- Half-cab kickflip underflip
- Handstand flips
- Rusty slides
- Kickflip